# Olhar 43
"Olhar 43" é uma canção da banda RPM que faz parte do seu primeiro álbum, Revoluções por Minuto, lançado em 1985.
A canção, que é um dos maiores sucessos da banda, foi escrita por Luis Schiavon e Paulo Ricardo.

## História
Em entrevista, perguntado o por que do nome "Olhar 43", Paulo Ricardo, respondeu: “Quando eu era garoto, eu assistia muito televisão e eu adorava assistir um programa chamado Balança mas Não Cai e tinha uma dupla de conquistadores baratos que ia pra cima da mulherada e falavam um número…um detalhe engraçado dessa música é que ela não tem refrão, normalmente é o que explode primeiro."
Essa gíria surgiu no começo da década de 1980 e ficou nacionalmente conhecida por causa da música “Olhar 43”.
Em trecho da música, o autor explica, superficialmente, qual seria o sentido do olhar 43: “E pra você eu deixo apenas / Meu olhar 43, / Aquele assim meio de lado / Já saindo / Indo embora, louco por você”.
De acordo com os autores da música, o olhar 43 seria o modo como uma pessoa tímida tenta seduzir outra, olhando fixamente para esta, geralmente com os olhos semicerrados.
Desde os anos 1980, o olhar 43 virou sinônimo de charme, uma atitude típica das pessoas que tentam seduzir ou sensualizar de modo discreto.

## Significado
Em entrevista para a Rede TV, no programa de Mariana Godoy, Paulo Ricardo explicou o real significado da letra. Segundo Paulo Ricardo na entrevista, canção representa um garoto tímido, que precisa demonstrar seus sentimentos à uma certa garota. Paulo Ricardo, ainda detalha que na infância era um garoto muito introvertido e explica que hoje em dia existe um empoderamento feminino, mas em sua época se não tentasse se aproximar de uma garota, certamente não conseguiria nada.
Em outra entrevista, indagado sobre o que significa "olhar 43", que muita gente interpreta o tal olhar como sedutor, porém Paulo Ricardo explicou o contrário: "Na verdade é o olhar de uma pessoa tímida. Eu sou tímido desde que eu não esteja no palco", explicou.
Em entrevista a Rafa Brites, ele confessou que sempre foi tímido com as mulheres. "Eu sempre fui o palhaço da classe, mas eu sempre fui tímido com o approach ao sexo oposto", falou.

## Regravação
Em 2001, o trio KLB regravou a canção, dentro do álbum homônimo da banda.